# Jägalský vodopád
Jägalský vodopád (estonsky Jägala juga) je jeden z největších estonských vodopádů. Nachází se na dolním toku řeky Jägale necelých 5 km od jejího ústí na území obce Jõelähtme, přibližně 25 km východně od Tallinnu. 

## Základní údaje
Vodopád vznikl na přechodu řeky Jägaly přes Baltský klint. Má výšku 8,1 m, což ho činí po Valastském vodopádu druhým nejvyšším vodopádem v Estonsku. Protože však na vzniku Valastského vodopádu se podílel svou činností člověk, je Jägalský vodopád mezi estonskými vodopády nejvyšším přirozeně vzniklým.
Šířka vodopádu se výrazně mění v průběhu roku v závislosti na průtoku — v době jarního tání se rozlévá do šířky 60–70 m. Průměrný průtok 12,8 m³/s a jarní průtok 200 m³/s činí Jägalský vodopád po Narevském vodopádu druhým nejvodnějším v Estonsku. Protože ovšem Narevský vodopád je kvůli náhonu Narevské vodní elektrárny po většinu roku suchý, zůstává po většinu času nejvodnějším estonským vodopádem Jägalský vodopád.

## Geologie
Vodopád vznikl pravděpodobně při poklesu hladiny v někdejším Ancylovém jezeře přibližně 6000 let př. n. l. V období Limneového moře se průtok postupně se prodlužující řeky zvýšil natolik, že se vodopád erozí terénního stupně začal pohybovat do vnitrozemí o několik centimetrů ročně. V letech 1688–1931 činil průměrný roční ústup vodopádu přibližně 17 cm. Vodopád tak během své cesty vyhloubil přibližně 280 m dlouhý a 10–12 m hluboký kaňon.
Jako typický severoestonský klintový vodopád se Jägalský vodopád nachází na rozhraní ordovických vápencových a pískovcových vrstev.

## Turistický cíl
Pro své v rámci Estonska rekordní rozměry i díky své blízkosti k Tallinnu je Jägalský vodopád vyhledávaným turistickým cílem. 
Vodopád je přístupný z levého břehu od vesnice Koogi po cca 1km silniční spojce vedoucí z centra vesnice na severovýchod, a z pravého břehu od vesnice Jägala-Joa po cca 500m zpevněné cestě vedoucí z centra vesnice na jih.